# 1576

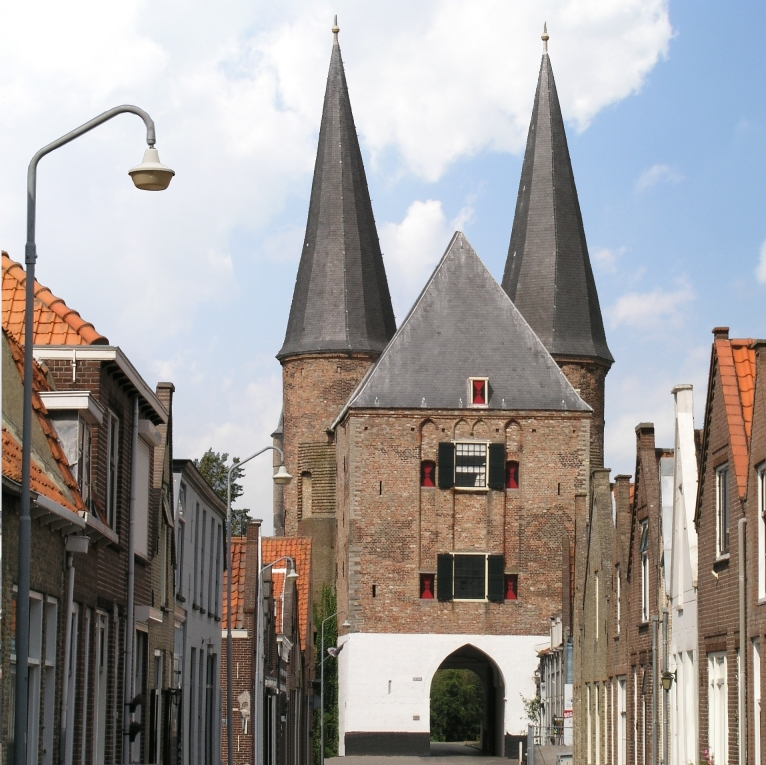
Zierikzee

De Nederlandse Opstand in 1576 (tot november)

De Nederlandse Opstand vanaf november 1576 tot en met 1577

Het jaar 1576 is het 76e jaar in de 16e eeuw volgens de christelijke jaartelling.

## Gebeurtenissen
januari

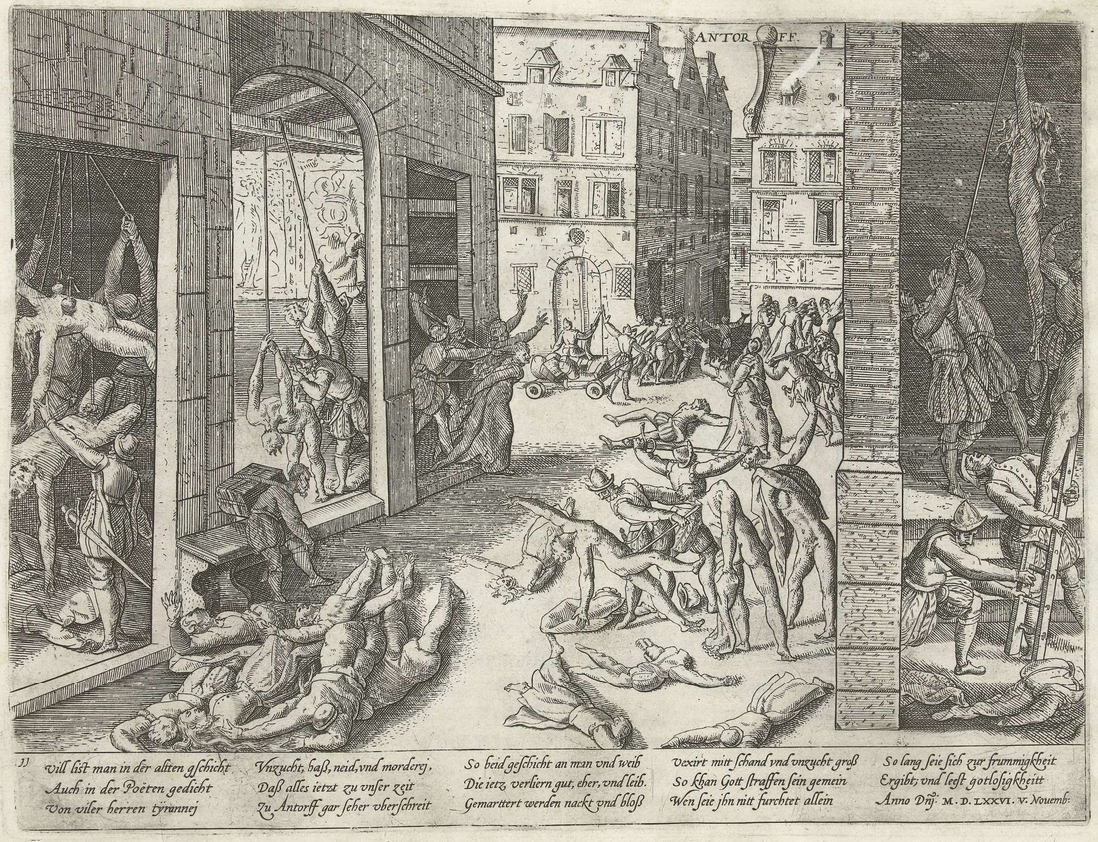
De Spaanse Furie

- 1 - In de Spaanse Nederlanden voert landvoogd Requesens de algemene jaarstijl in waarbij het nieuwe jaar telkens op 1 januari start. Voordien werden verschillende jaarstijlen naast elkaar gebruikt waarbij het jaar begon op Kerstmis of Pasen.

februari
- 21 - Na ruim drie weken komt een einde aan het Beleg van Krimpen aan de Lek.

maart
- 1 - Langvoogd Requesens overlijdt onverwacht. Muiterij in Zierikzee.

april
- 16 - Willem van Oranje ondertekent de "akte van redemptie", volgens welke geen boom meer mag worden gekapt in het Haagse Bos, en dit nooit mag worden verkocht.

mei
- 5 - Na de Vijfde Hugenotenoorlog kondigt koning Hendrik (III van Frankrijk het Edict van Beaulieu af, waarbij acht places de sûreté worden ingesteld voor de protestanten.
- 9 - Mislukte Aanval op Muiden door een Geuzenvloot onder Diederik Sonoy.
- 14 - Bouw schans Soltecampe aan de Lauwerszee  als bolwerk van de Spaanse troepen.

juli
- 19 - Twee raadsheren van het Hof van Friesland leggen de eerste steen voor de Stenen Man, een monumentale grenspaal tussen twee stukken van de zeewering tussen Makkum en Het Bildt.
- 25 - Plundering van Aalst door muitende soldaten uit het Leger van Vlaanderen.
- 29 - Val van Zierikzee na Spaans beleg olv. Mondragón.

september
- 4 - De gevangenname van de Raad van State in Brussel is een staatsgreep aan het begin van de Tachtigjarige Oorlog.
- 10 - De Spanjaarden breken het Beleg van Woerden af na ruim een jaar.
- 14 - Muitende Spaanse troepen brengen zware verliezen toe aan een Staats leger dat hen tracht tegen te houden in de Slag bij Vissenaken. De streek is voor tien jaar onbewoonbaar geworden.
- 15 - Het Beleg van het Spanjaardenkasteel te Gent begint.

oktober
- 12 - Rudolf II volgt zijn vader keizer Maximiliaan II op. De erudiete Rudolf haalt de astronomen Tycho Brahe en
- 15 - Hertog Julius van Brunswijk-Wolfenbüttel opent plechtig de Academia Julia, de eerste protestantse universiteit van Duitsland. De academie in Helmstedt moet de geestelijkheid opleiden volgens de lutheraanse kerkorde.
- 23 - Door onvoorzichtigheid van ingekwartierde soldaten breekt in de nacht van 22 op 23 oktober in Haarlem een grote stadsbrand uit. De brand ontstaat in een brouwerij op het Slepershoofd. Aangewakkerd door een noordoostenwind breidde het vuur zich uit in westelijke richting door de stad en worden 449 huizen verwoest.
- 25 - De calvinistische keurvorst Frederik III van de Palts sterft en wordt opgevolgd door zijn lutherse broer Lodewijk VI.

november
- 4 - Gewelddadige plundering van Antwerpen door muitende Spaanse soldaten. De gebeurtenis staat bekend als de Spaanse Furie.
- De Vlaamse stadhouder Jan van Croÿ treedt op tegen de muiterij in de Spaanse gelederen, en belegert daarbij het Spanjaardenkasteel in Gent.
- 8 - Ondertekening van de Pacificatie van Gent, de onderlinge vrede tussen de noordelijke en zuidelijke gewesten van de Nederlanden, ook bekend als de zg. Eerste Unie, in januari 1577 bekrachtigd door de Staten-Generaal te Brussel.
- 9 - Het Beleg van het Spanjaardenkasteel te Gent loopt ten einde.
- 23 tot 25 - De stadhouder van de noordelijke gewesten, Gaspard de Robles, en de Spaansgezinde regenten van Groningen, worden door de Waalse troepen in de stad gearresteerd.

december
- 15 - Zwolle sluit zich aan bij de Pacificatie van Gent.

zonder datum
- Muiterij in Aalst.
- Oprichting Admiraliteit van de Maze te Rotterdam.

Johannes Kepler naar Praag.

## Bouwkunst

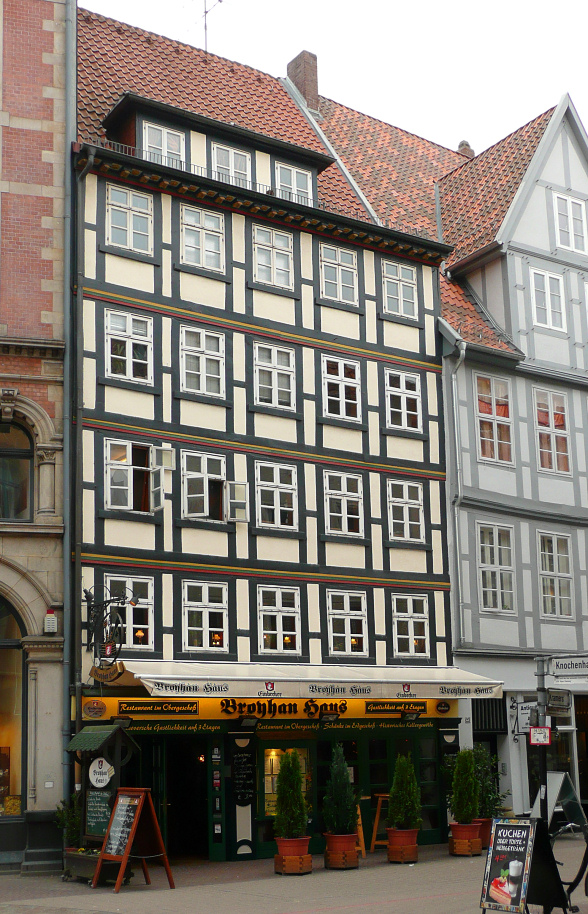
Broyhan Haus, Hannover (1576)

## Geboren
maart
- 31 - Louise Juliana van Oranje-Nassau, dochter van Willem van Oranje en Charlotte van Bourbon

augustus
- 13 - Balthasar Lydius, Nederlands theoloog en predikant

datum onbekend
- Johan Sickinghe, Noord-Nederlands landedelman, bestuurder en politicus

## Overleden
januari
- 19 - Hans Sachs (52), Duits 'Meistersinger'

maart
- 1 - Don Luis de Requesens (47), Spaans landvoogd over de Nederlanden

april
- 11 - Cornelius Jansenius (66), bisschop van Gent

mei
- 27 - Lodewijk van Boisot (46), verdrinkt tijdens een poging om te ontkomen aan de Spanjaarden

juni
- 16 - Hadrianus Junius (63), arts en schrijver

augustus
- 27 - Titiaan (ca. 86-88), Italiaans schilder

september
- 21 - Girolamo Cardano (74), Italiaans arts en hoogleraar

november
- 4 - Jan II van de Werve (54), heer van Hovorst, van Vierseldijk en van Boechout